# Вестертимке
Вестертимке (њем. Westertimke) општина је у њемачкој савезној држави Доња Саксонија. Једно је од 57 општинских средишта округа Ротенбург (Виме). Према процјени из 2010. у општини је живјело 632 становника. Посједује регионалну шифру (AGS) 3357053.

## Географски и демографски подаци
Вестертимке се налази у савезној држави Доња Саксонија у округу Ротенбург (Виме). Општина се налази на надморској висини од 30 метара. Површина општине износи 12,0 km². У самом мјесту је, према процјени из 2010. године, живјело 632 становника. Просјечна густина становништва износи 52 становника/km².